# Cryphia receptricula
Cryphia receptricula – gatunek motyla z rodziny sówkowatych. Zamieszkuje palearktyczną Eurazję.

## Taksonomia
Gatunek ten opisany został po raz pierwszy w 1792 roku przez Moritza Balthasara Borkhausena pod nazwą Phalaena (Noctua) strigula. Jako lokalizację typową autor ów wskazał Wiedeń. Nazwa ta okazała się jednak młodszym homonimem. W 1803 roku opisany został ponownie przez Jacoba Hübnera pod nazwą Noctua receptricula i to tę nazwę uznaje się za ważną. Jako lokalizację typową wskazano w tym przypadku Europę.
W obrębie omawianego taksonu wyróżnia się dwa podgatunki:
- Cryphia (Cryphia) receptricula nesiota Steiner, Ronkay et Fibiger, 2009
- Cryphia (Cryphia) receptricula receptricula (Hübner, 1803)

Ten pierwszy opisany został w 2009 roku przez Michaela Fibigera, Axela Steinera i László Aladára Ronkaya. Jako lokalizację typową autorzy wskazali schronisko Kallergi na zachodzie Krety.

## Morfologia
Motyl osiągający od 22 do 25 mm rozpiętości skrzydeł. Barwa głowy i tułowia jest ciemnoszara. Przednie skrzydło jest raczej krótkie, o długości nie większej niż dwukrotność szerokości. Tło ma ciemnoszare, czasem z odcieniem żółtawym, ale nigdy zielonawym, o takim samym odcieniu we wszystkich polach. Plamki są silnie uwstecznione, zazwyczaj najlepiej widoczne są plamki okrągła i czopkowata. Przepaski są czarne, bardzo wąskie, niektóre silnie uwstecznione lub nawet całkiem zanikłe. Przepaska wewnętrzna jest wygięta przy przednim brzegu skrzyła, niemal prosta pośrodku i znów wygięta przy jego brzegu tylnym. Przepaska zewnętrzna jest drobno ząbkowana i od strony zewnętrznej towarzyszy jej rozjaśnienie. Poniżej pnia żyłek medialnych występuje ukośna, czarna kreska, najczęściej zaznaczona lepiej w polu środkowym niż zewnętrznym. Strzępina ma ciemnoszarą warstwę nasadową, szarożółtą warstwę zewnętrzną, a ponadto ciemne prążkowanie. Tylne skrzydło jest ciemnoszare z rozjaśnieniem u nasady, niekiedy z cienką przepaską poprzeczną i ciemną kropką na żyłce poprzecznej; strzępina jego ma szarobrunatną warstwę nasadową i trochę jaśniejszą warstwę zewnętrzną. Odwłok ma na wierzchniej stronie pęczki sterczących łusek. Genitalia samca mają lekko zakrzywiony unkus, pozbawiony wyrostka sakulus, nieznacznie zagięty edeagus bez cierni w wezyce, a także ku szczytowi nie zwężoną walwę o długich i silnych szczecinkach na stronie zewnętrznej, krótkim i szerokim wyrostku w części kostalnej oraz podwójnym wierzchołku.

## Ekologia i występowanie
Owad ten zasiedla suche i ciepłe stoki, murawy kserotermiczne oraz leśne polany. Gąsienice za dnia kryją się w oprzędach, nocą zaś żerują na rozmiękczonych przez wilgoć porostach (lichenofagia), zwłaszcza na tarczownicach. Gąsienice stanowią stadium zimujące i występują od sierpnia do maja, natomiast postacie dorosłe latają od czerwca do sierpnia.
Gatunek palearktyczny. Podgatunek nominatywny w Europie znany jest z Niemiec, Szwajcarii, Liechtensteinu, Austrii, Włoch, Polski, Czech, Słowacji, Węgier, Ukrainy, Rumunii, Mołdawii, Bułgarii, Słowenii, Chorwacji, Bośni i Hercegowiny, Serbii, Czarnogóry, Albanii, Macedonii Północnej, Grecji oraz europejskiej części Rosji. W Azji podawany jest z syberyjskiej części Rosji, Zakaukazia, Cypru, Turcji, Libanu, Jordanii, Iranu, Afganistanu i Japonii. Podgatunek C. r. nesiota jest endemitem Krety.